# Pericle Felici
Pericle Felici (Segni, 1 de agosto de 1911-Foggia, 22 de marzo de 1982) fue un cardenal católico italiano que participó activamente dirigiendo la secretaría general y los trabajos del Concilio Vaticano II. 
Fue protodiácono durante los cónclaves de agosto y octubre de 1978, tras los cuales anunció la elección de los papas Juan Pablo I y Juan Pablo II.

## Biografía

### Formación
Primero estudió teología en el seminario local de Segni, y luego en el Seminario Romano Pontifical.

### Sacerdocio
Realizó los estudios teológicos en el seminario de Segni. El 28 de octubre de 1933, fue ordenado como sacerdote en esa misma diócesis. Continuó los estudios en la Pontificia Universidad Lateranense en Roma, de la cual entonces él era enseñanza a partir de 1934 a 1938, y por lo tanto el canciller entre 1938 a 1948. Luego, el año de 1950 a 1959, era director espiritual en el seminario romano.

### Episcopado
El 3 de septiembre de 1960 es designado como el arzobispo titular de Samosata, y poco tiempo después en el mismo año, fue nombrado obispo. Él participó activamente como secretario general de la Curia Romana. Debido a su trabajo como presidente de la interpretación de textos legislativos, es considerado como el arquitecto en la revisión del Código de Derecho Canónico. El 28 de octubre del mismo año, nombrado obispo por medio de la imposición de las manos del Papa Juan XXIII.
Entre 1962 - 1965 fue secretario general del Concilio Vaticano II. 
El 21 de febrero de 1967, fue designado pro-presidente de la Pontificia comisión para la revisión del Código de Derecho Canónico. El 26 de junio del mismo año, fue nombradoCardenal Diácono de San Apollinare alle Terme Neroniane-Alessandrine.
Participó en varias ocasiones del Sínodo de los Obispos en la Ciudad del Vaticano:
- Presidente delegado del I Sínodo Ordinario (26 de septiembre - 29 de octubre de 1967)
- I Sínodo Extraordinario (11-28 de octubre de 1969)
- II Sínodo Ordinario (30 de septiembre - 6 de noviembre de 1971)
- III Sínodo Ordinario (27 de septiembre - 26 de octubre de 1974)
- Miembro del secretario general del IV Sínodo Ordinario (30 de septiembre - 29 de octubre de 1977)
- V Sínodo Ordinario (26 de septiembre - 25 de octubre de 1980)

El 13 de septiembre de 1977, fue designado como Prefecto del Tribunal Supremo de la Signatura Apostólica en la Curia Romana.
El 30 de junio  de 1979, fue elevado a Cardenal Presbítero. Participó a la Asamblea Plenaria de la Universidad de los Cardenales en la Ciudad del Vaticano del 5 al 9 de noviembre de 1979. 
Muere el 22 de marzo de 1982 en Foggia. Su funeral fue celebrado por Juan Pablo II y está sepultado en la tumba de la familia Felici en el cementerio de Segni.

## Anuncio de dos papas
Durante el año 1978, conocido como el año de los tres papas el cardenal Felici participó en los dos cónclaves. Dado que era el cardenal diácono más antiguo en aquel momento, es decir, el protodiácono tuvo el honor (muy poco corriente) de anunciar dos papas.

### Cardinalem Luciani
El primer cónclave se celebró del 25 al 26 de agosto. A las 7 de la tarde (hora vaticana) del día 26, desde el "Balcón de las Bendiciones" de la Basílica de San Pedro, se anunció la elección del Patriarca de Venecia, el cardenal Albino Luciani, quien decidió llamarse Juan Pablo I. En esta ocasión Felici tuvo el honor de presentarlo ante el mundo, siendo el primer cónclave de la época televisiva.
Luciani fue elegido por 101 votos sobre 111 votantes, Felici relató posteriormente su alegría por la elección del "Papa de la Sonrisa".
La fórmula del anuncio de Habemus Papam:
| Latín | Castellano |
| --- | --- |
| Annuntio vobis gaudium magnum; Habemus Papam: Eminentissimum ac reverendissimum Dominum, Dominum Albinum, Sanctæ Romanæ Ecclesiæ Cardinalem Luciani, Qui sibi nomen imposuit Ioannis Pauli Primi. | Os anuncio una gran alegría; Tenemos Papa: El eminentísimo y reverendísimo Señor, Señor Albino, Cardenal de la Santa Iglesia Romana Luciani, Que ha adoptado como nombre Juan Pablo I. |

### Cardinalem Wojtyła
El segundo cónclave fue del 14 al 16 de octubre; el 16 de octubre a las 18:45 horas,  dio al mundo el aviso Habemus Papam de la elección de Karol Wojtyła, que escogió el nombre pontificio de Juan Pablo II. Como cardenal protodiácono, Felici tuvo el honor de imponer el palio a ambos papas en sus inauguraciones papales.
La fórmula del anuncio de Habemus Papam:
| Latín | Castellano |
| --- | --- |
| Annuntio vobis gaudium magnum; Habemus Papam: Eminentissimum ac reverendissimum Dominum, Dominum Carolum, Sanctæ Romanæ Ecclesiæ Cardinalem Wojtyła, Qui sibi nomen imposuit Iohannis Pauli (Secundum) | Os anuncio una gran alegría; Tenemos Papa: El eminentísimo y reverendísimo Señor, Señor Karol, Cardenal de la Santa Iglesia Romana Wojtyła, Que ha adoptado como nombre Juan Pablo (Segundo). |